# Tribüne (Zeitschrift)
Tribüne. Zeitschrift zum Verständnis des Judentums war eine von 1962 bis 2012 vierteljährlich erscheinende Zeitschrift, die von Elisabeth Reisch herausgegeben und von ihrem Ehemann Otto R. Romberg (1932–2023) als Chefredakteur redaktionell betreut wurde. Bis zu seinem Tod am 4. Juli 2010 war auch der ehemalige WDR-Journalist Heiner Lichtenstein Redakteur der Zeitschrift gewesen.
Bundesweite Hakenkreuzschmierereien Ende der 1950er und Anfang der 1960er Jahre bildeten laut Herausgeberkonzept der Tribüne den Anlass, vorhandenen antisemitischen Tendenzen eine Zeitschrift zum besseren Verständnis des Judentums entgegenzusetzen. 2012 schrieb Salomon Korn zum 50-jährigen Bestehen eine ausführliche Würdigung. Seither schrieben bekannte Autoren aus dem wissenschaftlichen und publizistischen Bereich für die Zeitschrift, beispielsweise die Historiker Wolfgang Benz und Peter Steinbach oder die Publizisten Henryk M. Broder und Ralph Giordano. Ausführliche Interviews mit israelischen und deutschen Politikern wie Ariel Scharon und Avi Primor oder Horst Köhler und Angela Merkel waren ein weiterer integraler Bestandteil des inhaltlichen Angebots.
Das Themenspektrum umfasste unter anderem Justiz und Rechtsextremismus, Geschichte des Rechtsextremismus, jüdische und nichtjüdische Erinnerung an die Schoah, Juden in Deutschland seit 1945, „NS-Debatten“ in Deutschland, Jüdische Geschichte und Gegenwart, Ausländerfeindlichkeit und Rassismus, Israel und der Nahostkonflikt, Religiöser Fundamentalismus, Terrorismus sowie soziale und wirtschaftliche Konflikte.
Wegen der Anzeigenkrise stellte die Tribüne Ende 2012 mit Heft 204 ihr Erscheinen ein und führte eine abschließende Digitalisierung aller 204 Hefte durch
Danach veröffentlichte die Zeitschrift unter ihrer Web-Adresse bis 2019 weiter online einige Artikel.